# Tsingshan Holding
Tsingshan Holding Group Company Limited («Циншань Холдинг Груп») — китайская частная компания, специализирующаяся на производстве никеля, нержавеющей стали и аккумуляторов. Штаб-квартира расположена в Вэньчжоу. 
Tsingshan Holding входит в число крупнейших компаний мира (в 2023 году занял 257-е место в рейтинге Fortune Global 500) и крупнейших производителей стали (к 2021 году на долю Tsingshan приходилась почти четверть мирового производства нержавеющей стали); находится под контролем основателя компании, китайского миллиардера Сян Гуанда.

## История
Компания Tsingshan (в переводе с китайского «Зелёная гора») была основана Сян Гуанда в 1988 году в городе Вэньчжоу. Изначально она изготавливала автомобильные комплектующие (главным образом двери), а с начала 1990-х годов — нержавеющую сталь. В 2009 году Tsingshan Holding инвестировал в добычу никелевой руды в Индонезии, а в 2018 году открыл там свой первый никелевый завод. В 2018 году оборот Tsingshan Holding превысил 28 млрд долл., а в 2019 году — 38 млрд долл.. 
В начале 2022 года компания столкнулась с финансовыми трудностями из-за резкого колебания цен на никель, но позже цена на Лондонской бирже металлов стабилизировалась. В декабре 2023 года дочерняя компания REPT Battero Energy провела IPO на Гонконгской фондовой бирже; также в декабре в результате взрыва печи на заводе дочерней компании PT Indonesia Tsingshan Stainless Steel в Индонезии погибло 19 человек, десятки получили тяжёлые ранения.

## Деятельность
Tsingshan Holding добывает и обрабатывает никелевую руду в Индонезии, железную и хромовую руду в Зимбабве; производит никель, никелевые сплавы, стальной прокат, изделия из нержавеющей стали (отливки, пластины, прутки и проволоку), а также химикаты для аккумуляторов. Металлургические заводы компании расположены в городах Вэньчжоу, Лишуй, Фуян, Янцзян, Цинъюань (КНР) и Бунгку (Индонезия), а также в Зимбабве и Индии; заводы аккумуляторов расположены в Вэньчжоу, Фошане и Чунцине; завод литий-железо-фосфата для аккумуляторных батарей расположен в Антофагаста (Чили); логистические базы — в Вэньчжоу, Уси, Шанхае и Фошане.

### Дочерние компании
- Yongqing Technology (Вэньчжоу) — внешнеторговые операции, инвестиции в промышленные активы, производство литиевых материалов для аккумуляторов в Китае и Чили[29].
- REPT Battero Energy (Вэньчжоу) — производство аккумуляторов в Китае; более 12 тыс. сотрудников[30][31][32].
- PT Indonesia Tsingshan Stainless Steel — производство никеля и нержавеющей стали в Индонезии.
- Afrochine Smelting — добыча железной руды и угля, производство феррохрома в Зимбабве[33].